# Шлейх, Эдуард
Эдуард Шлейх (нем. Eduard Schleich; 12 октября 1812, Харбах — 8 января 1874, Мюнхен) — немецкий живописец-пейзажист академического направления.

## Жизнь и творчество
Эдуард был незаконнорожденным сыном надворного советника замка Харбах. В 1823 году он приехал в Мюнхен и намеревался поступить в Академию изобразительных искусств, но зачислен не был (комиссия посчитала его бесталанным). Поэтому он стал самостоятельно рисовать, преимущественно пейзажи, взяв за образы работы Христиана Моргенштерна, Карла Ротмана и Карла Эцдорфа. Он изучал пейзажную живопись старых голландских мастеров.
В его ранних картинах преобладают пейзажи баварских гор. Однако путешествия по Германии, Франции, Италии и Нидерландам расширили его художественный кругозор. В 1851 году Шлейх, совместно с Карлом Эбертом, Карлом Шпицвегом и Дитрихом Лангко, совершил поездку в Париж. Немецкие художники изучали собрание Лувра, а также новую французскую живопись.
Эдуард Шлейх поставил перед собой задачу передавать общее впечатление от природного ландшафта, отражать бесконечно меняющуюся игру света и воздуха, и рассматривать пейзажный мотив лишь как носитель света и цвета. Он был близок к методу пленэра и часто заканчивал картину за один день.
Э. Шлейх стал профессором Мюнхенской академии изобразительных искусств, Шведской королевской академии свободных искусств в Сокгольме, Академии изобразительных искусств в Вене. Он был учителем некоторых известных художников, в частности Юлиуса Маржака). Э. Шлейх считается одним из основателей Колонии художников в Дахау, куда его неоднократно приглашали с начала 1840-х годов. Ряд его пейзажей носит элегический или меланхоличный характер. Этим художник оказал существенное влияние на направление творчества следующего поколения мюнхенских пейзажистов.
Он умер от холеры, которая в то время свирепствовала в Мюнхене. Значительным собранием пейзажей Шлейха обладает музей Новая Пинакотека в Мюнхене. Его сын Эдуард Шлейх Младший также работал пейзажистом.

## Галерея

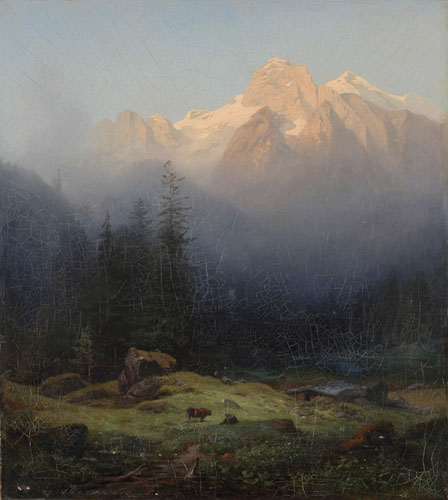
Альпы. Холст, масло. Частное собрание
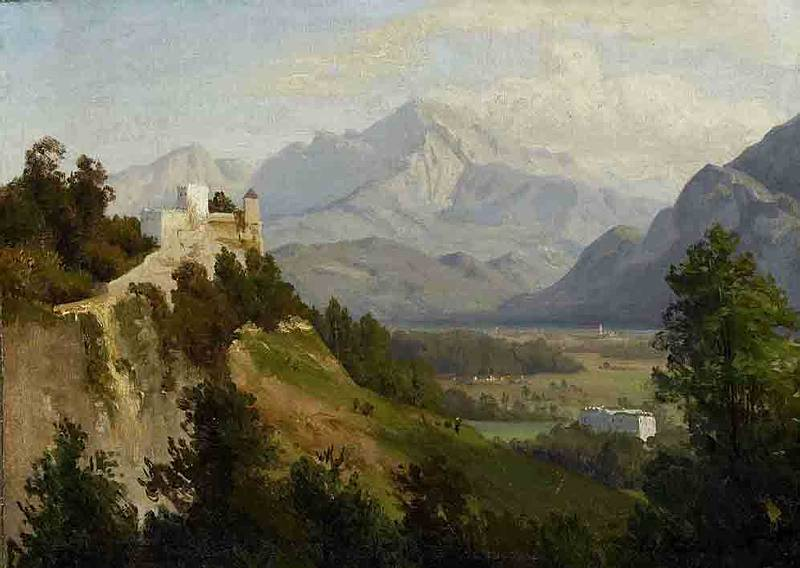
Вид с горы Мёнхсберг на Хоен-Гёлль. Ок. 1865. Холст, масло. Музей Зальцбурга
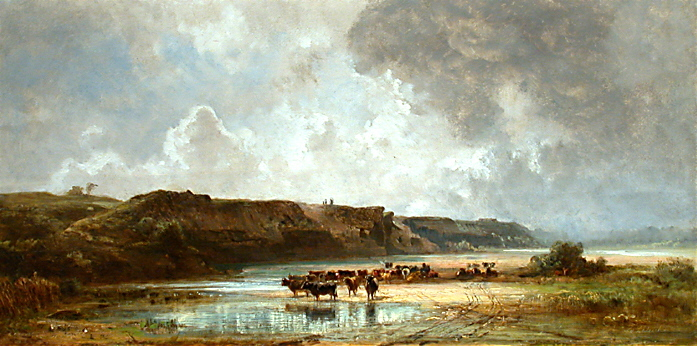
Коровы у воды в преддверии приближающейся грозы. Дерево, масло. Частное собрание
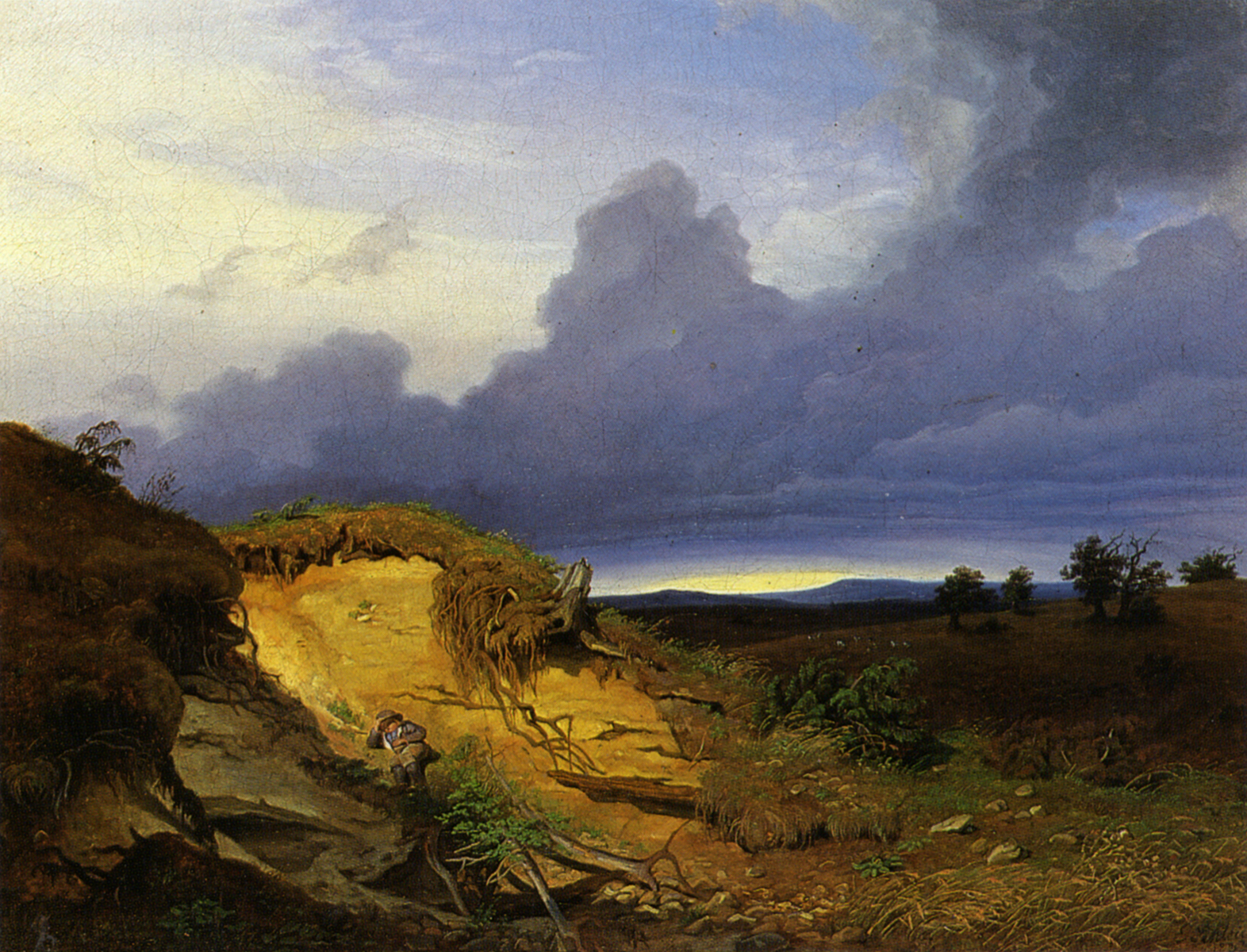
Отдыхающий мальчик. 1833. Холст, масло. Частное собрание
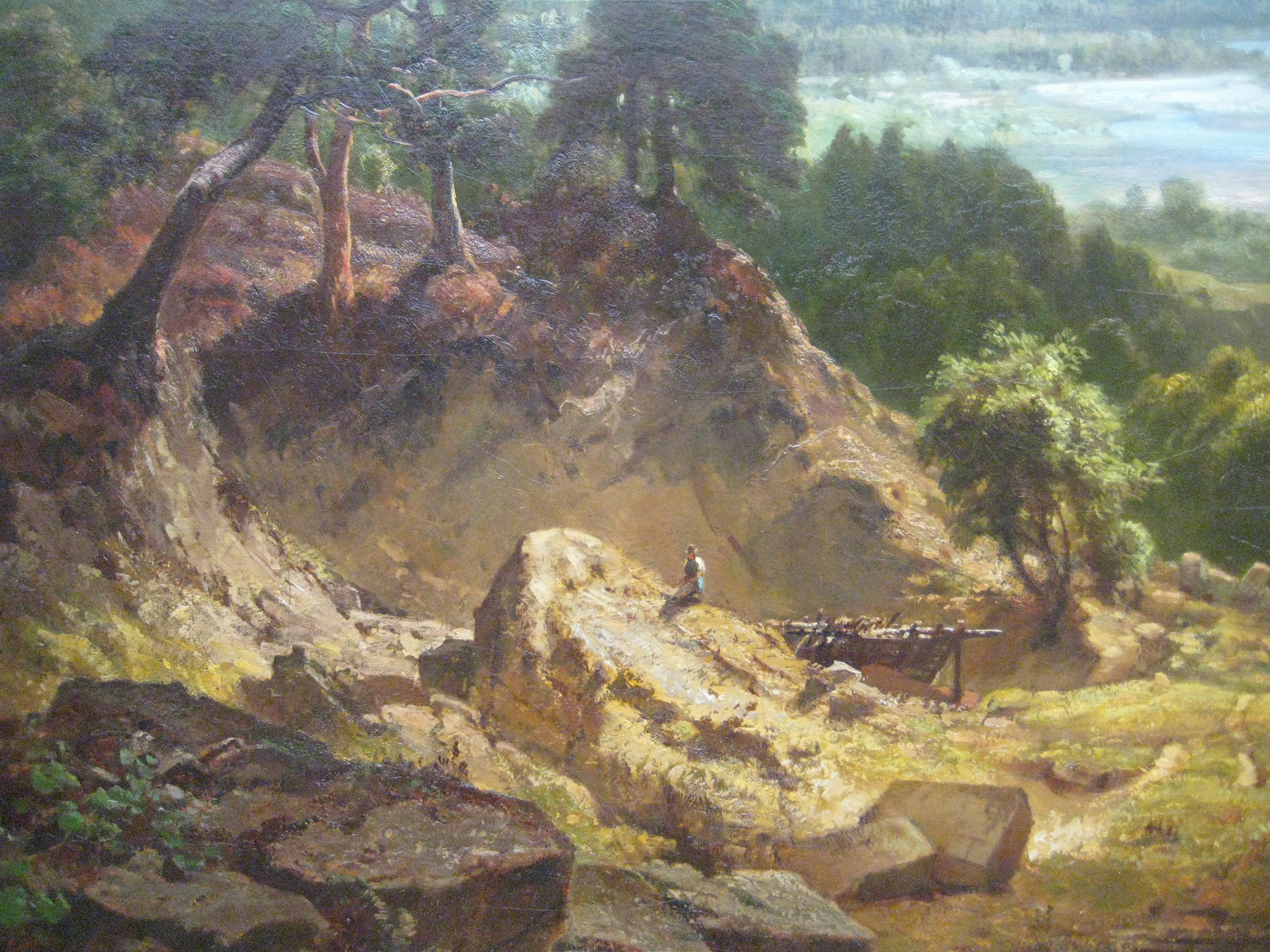
Русло реки Изар близ Мюнхена с видом на Баварские Альпы. 1858. Холст, масло. Новая пинакотека, Мюнхен
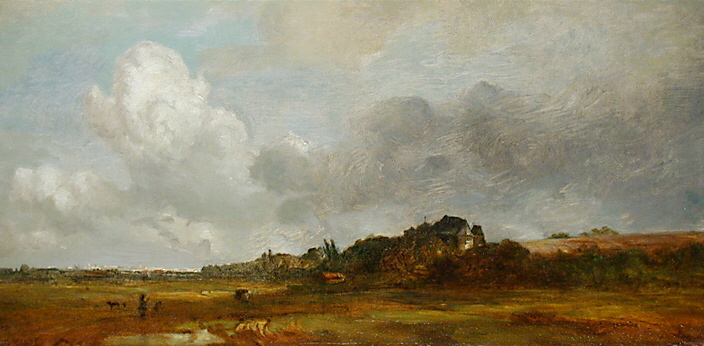
Широкий пейзаж перед Мюнхеном. Дерево, масло. Частное собрание